# Estación Neneo Ruca
Neneo Ruca es una estación de ferrocarril ubicada en el paraje rural del mismo nombre, Departamento Pilcaniyeu, Provincia de Río Negro, Argentina.

## Ubicación
Se encuentra a 19 km al este de la localidad de Pilcaniyeu.

## Servicios
Por sus vías transitan formaciones de cargas y de pasajeros de la empresa Tren Patagónico S.A.. Los trenes de pasajeros no presentan parada en esta estación.